# دانيكا كورسيك
دانيكا كورسيك هي ممثلة دنماركية - صربية ولدت في 27 أغسطس 1985.